# Neue Moschee (Bitola)

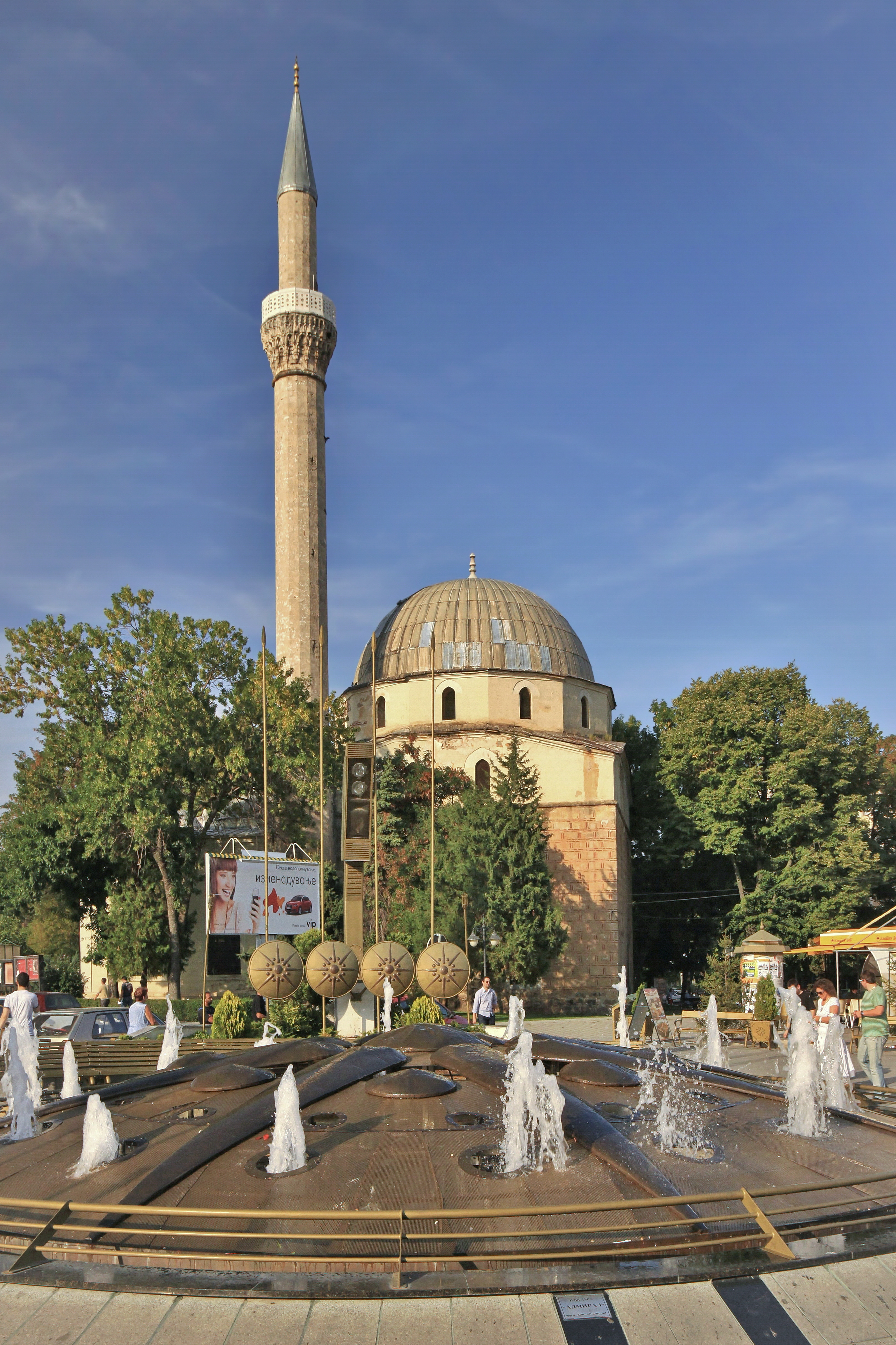
Blick auf die Neue Moschee

Die Jeni Džamija (mazedonisch Јени џамија; von türkisch Yeni Cami, deutsch Neue Moschee; albanisch Xhamia e Re) ist eine osmanische Moschee in der süd-nordmazedonischen Stadt Bitola.
Die Moschee wurde durch Kadı Mahmud Efendi 1558 in Auftrag gegeben, als Bitola zum Osmanischen Reich gehörte. Sie ist für ihre dekorativen Ornamente, Kalligrafien und Muqarnas bekannt, die in Mazedonien einzigartig sind. Die Moschee wird heutzutage als Kunstgalerie benutzt.